# Norman Tindale
Norman Barnett Tindale (12 octobre 1900 - 19 novembre 1993) est un anthropologue, archéologue et entomologiste australien. 

## Biographie
Né à Perth, sa famille s'installe à Tokyo de 1907 à 1915, où son père travaille comme comptable à la mission de l'Armée du salut au Japon. Peu de temps après son retour en Australie, Tindale trouve un emploi au Museum d'Australie-Méridionale à Adélaïde. Tindale y est un assistant d'Arthur Mills Lea.
Peu de temps après, Tindale perd la vue d'un œil au cours d'une explosion lors d'un traitement photographique. Ce handicap l'empêche de poursuivre sa passion d'enfance pour l'entomologie, mais il est encore capable de faire un travail important, en particulier sur les papillons hépialidés.
Tindale est surtout connu pour son travail de cartographie des différents groupes tribaux des Aborigènes. Cet intérêt  commence lors d'un voyage de recherche sur Groote Eylandt où un Aborigène Anindilyakwa lui donne des descriptions très détaillées de ce qui était sa terre et de ce qui ne l'était pas. Cela conduit Tindale à se poser des questions sur l'orthodoxie officielle de l'époque qui veut que les Aborigènes soient purement nomades et n'ont aucun lien avec une région spécifique. Bien que la méthodologie de Tindale et sa notion de tribu dialectale ait été abandonnée, ce principe de base s'est révélé correct.
Après sa retraite du Museum, Tindale prend un poste d'enseignant à l'université du Colorado et reste aux États-Unis jusqu'à sa mort, à l'âge de 93 ans, à Palo Alto, en Californie.
À l'université d'Adélaïde, il a collaboré pendant 50 ans avec Joseph B Birdsell de l'université Harvard et a procédé à une enquête anthropologique en 1938-1939 et 1952-1954 sur les missions pour autochtones à travers l'Australie.